# Bardowie Loch
Bardowie Loch ist ein kleiner Süßwassersee in den schottischen Central Lowlands. Er liegt etwa drei Kilometer südöstlich von Milngavie und circa zehn Kilometer nördlich des Zentrums von Glasgow in der Council Area East Dunbartonshire.

## Beschreibung
Entlang des Südufers des 830 Meter langen und 350 Meter breiten Bardowie Lochs erstreckt sich die namengebende Ortschaft Bardowie, durch welche die A807 verläuft und den See erschließt. Das im 16. Jahrhundert errichtete Tower House Bardowie Castle steht am Nordufer des Sees.
Der auf einer Höhe von 38 Metern gelegene Bardowie Loch nimmt eine Fläche von 21 Hektar ein und weist einen Umfang von rund zwei Kilometer auf. Aus seiner mittleren Tiefe von 4,1 Metern ergibt sich ein Volumen von rund 0,86 Mio. Kubikmetern. Er speist sich aus einem Einzugsgebiet von 87 Hektar. Dieses umfasst vornehmlich Grasland (44 %) und Ackerflächen (25 %), wobei Grundwasser 24 % des Zuflusses ausmacht.
An Bardowie Loch ist eine Segelschule angesiedelt.